# Burghafen Klaipėda

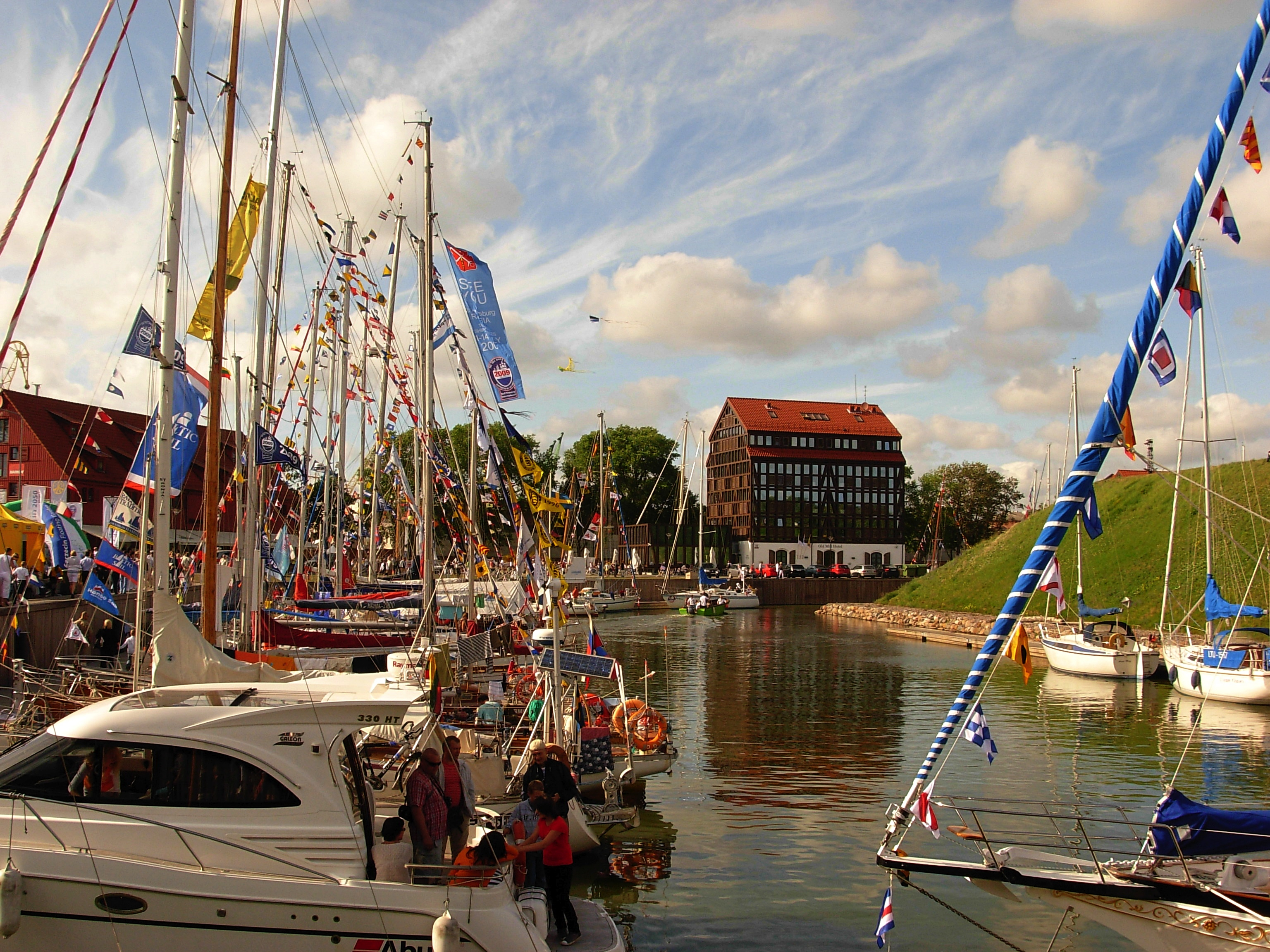
Burghafen Klaipėda

Der Hafen der Burg Klaipėda (lit. Klaipėdos pilies uostas) ist ein Hafen für kleine Vergnügungsboote und Yachten an der Mündung der Dangė auf dem Gebiet der Burg Klaipėda in der litauischen Hafenstadt Klaipėda. Er befindet sich in der Nähe der Kurischen Haff und dem Memel-Flussdelta sowie der Ostsee. Es ist ein Ort für Wassertourismus und Unterhaltung. Von hier kann man die Altstadt der Hansestadt Klaipėda, die auf den UNESCO-Welterbelisten eingetragene Kurische Nehrung mit den Orten Juodkrantė und Nida, das litauische „Venedig“ Mingė und die Vogelwarte am Windenburger Eck besuchen. Im Hafen gibt es auch ein Restaurant.

## Infrastruktur
Der Hafen ist ein Ort im gesamten Hafen von Klaipėda, wo Schiffe vollständig vor Wellen und starken Winden geschützt sind. Der Hafen des Schlosses vom 13. Jahrhundert bietet Platz für bis zu 70 Sportboote und Yachten mit einem Tiefgang von bis zu 2 Metern, einer Breite von bis zu 6 Metern und einer Länge von bis zu 25 Metern. Gegenwärtig wurde der Hafen des Schlosses erweitert, es wurden bequemere Liegeplätze zum Festmachen von Schiffen installiert und den Gästen des Hafens werden mehr Dienstleistungen angeboten.
Bereits 2007 wurde ein neues Yachtclub-Gebäude eröffnet, das mit Duschen, Sauna, Wäscherei und dem Hafenbüro für Vergnügungsboote ausgestattet ist. Der Yachthafen wird vom litauischen Unternehmen UAB "Klaipėdos Pilies Uostas" (2021: 13 Mitarbeiter) verwaltet.